# Deformationsmonitoring
Unter Deformationsmonitoring versteht man die systematische Messung und dauerhafte Beobachtung von Veränderungen der Form oder Dimension eines Objektes.
Dazu werden Messdaten erfasst und aufgezeichnet, die für weitere Berechnungen, Deformationsanalyse, vorausschauende und vorbeugende Instandhaltung und Meldungen beim Überschreiten vorgegebener Grenzwerte verwendet werden.
Das Deformationsmonitoring bezieht sich in erster Linie auf den Bereich der angewandten Vermessung und wird überwiegend bei Bauobjekten, im Maschinen- und Anlagenbau sowie bei der Boden- und Gebirgsmechanik eingesetzt.
Die Ursachen für den notwendigen Einsatz eines Deformationsmonitorings sind Veränderungen wie Verschiebungen des Untergrundes, abnehmende oder zunehmende Belastung, Veränderung der Materialeigenschaften oder äußere Einflüsse.
Die zum Einsatz kommenden Messinstrumente (1) für das Deformationsmonitoring hängen von der Anwendung (2), dem gewählten Verfahren (3) und der erforderlichen Systematik (4) ab.

## Messinstrumente
Die Messinstrumente (oder Sensoren) können in zwei Gruppen gegliedert werden, die Geodätischen und die Geotechnischen Sensoren. In einem modernen Monitoring-System können beide Gruppen nahtlos miteinander kombiniert werden.
- Geodätische Messsensoren erfassen georeferenziert mögliche Verschiebungen oder Bewegungen in Lage und/oder Höhe. Dazu werden Instrumente wie Totalstationen, Nivelliere und Empfänger für Globale Navigationssatelliten-Systeme (GNSS) eingesetzt.
- Geotechnische Messsensoren erfassen Verschiebungen oder Bewegungen nicht georeferenziert, sondern messen physikalische Eigenschaften. Zu diesen Sensoren zählen Extensometer, Piezometer, Niederschlagsmesser, Thermometer, Barometer, elektronische Schlauchwaagen, Neigungsmesser, Beschleunigungssensoren, Seismographen usw. Weitere Informationen siehe Geotechnische Sensoren.
- Andere Messsensoren wie z. B. Radarmessgeräte.

## Anwendung
Deformationsmonitoring kann zur Erfassung von Bewegungen bei folgenden Objekten eingesetzt werden:
- Talsperren und Staudämme
- Straßen
- Tunnel
- Brücken und Überführungen
- Hohe Gebäude und historische Bauten
- Fundamente
- Baustellen
- Bergbau und Minen
- Abhänge und Vulkanhänge
- Setzungsgebiete
- Erdbebengebiete

## Verfahren
Ein Deformationsmonitoring kann manuell oder automatisiert durchgeführt werden.
- Bei einem manuellen Deformationsmonitoring werden Instrumente oder Sensoren manuell, d. h. in unregelmäßigen Zeitabständen und meist ohne Festinstallation, eingesetzt (z. B. zur einfachen Beweissicherung).
- Ein automatisches Deformationsmonitoring besteht aus einer Gruppe interaktiver, zusammenhängender oder unabhängiger Software- und Hardware-Komponenten, die in der Gesamtheit einen Komplex zum Deformationsmonitoring bilden. Sobald die notwendigen Komponenten installiert und zur Echtzeit-Datenerfassung und -übertragung vorbereitet sind, ist kein weiterer Eingriff von Personen nötig.

In dieser Definition ist die Deformationsanalyse und Interpretation auf der Grundlage der erfassten Daten durch das Monitoringsystem nicht enthalten. Dies ist Aufgabe der Deformationsanalyse-Software. Ein automatisiertes Monitoringsystem wird meistens fest installiert, insbesondere, wenn Objekte permanent oder in bestimmten Zyklen überwacht werden sollen.

## Systematik und Ablaufplanung
Die Systematik und Ablaufplanung hängt vom zu überwachenden Objekt und der Anwendung ab. Objekte können sich schnell, hochfrequent, langsam und schrittweise bewegen oder verändern. Zum Beispiel schwingt eine Brücke aufgrund von Wind und Verkehr, sie kann sich jedoch auch wegen tektonischer Veränderungen schrittweise verschieben.
- Systematik: in Abständen von Tagen, Wochen oder Jahren beim Manuellen Monitoring und permanente Datenerfassung bei automatisierten Monitoringsystemen
- Messintervalle: in Abständen von Sekundenbruchteilen bis zu einigen Stunden

## Risikomanagement
Deformationsmonitoringsysteme liefern eine proaktive Kontrolle möglicher Gefährdungen, die durch Veränderung von natürlichen Ereignissen oder baulichen Objekten hervorgerufen werden. Versicherungsnehmer können etwaige Risiken vor und nach einer Baumaßnahme minimieren und für die gesamte Lebensdauer eines Objektes Versicherungsprämien zu besseren Konditionen erhalten. Weitere Informationen sind unter Risikomanagement zu finden.

## Weiterführende Literatur
- Engineering and Design – Structural Deformation Surveying (Memento vom 1. März 2012 im Internet Archive)
- Competence center for engineering and surveying – Literature
- Hans Pelzer (Hrsg.): Geodätische Netze in Landes- und Ingenieurvermessung. (= Vermessungswesen bei Konrad Wittwer. Bd. 13). Band II, 1985, ISBN 3-87919-140-9.
- R. Jäger, F. Gonzalez: GNSS/GPS/LPS based Online Control and Alarm System (GOCA) – Mathematical Models and Technical Realisation of a System for Natural and Geotechnical Deformation Monitoring and Hazard Prevention. In: F. Sanso, A. J. Gil (Hrsg.): Geodetic Deformation Monitoring – From Geophysical to Engineering Roles. IAG Series on Geodesy Symposia. Springer Heidelberg / New York 2005, ISBN 3-540-38595-9.